# Atlas Centaur

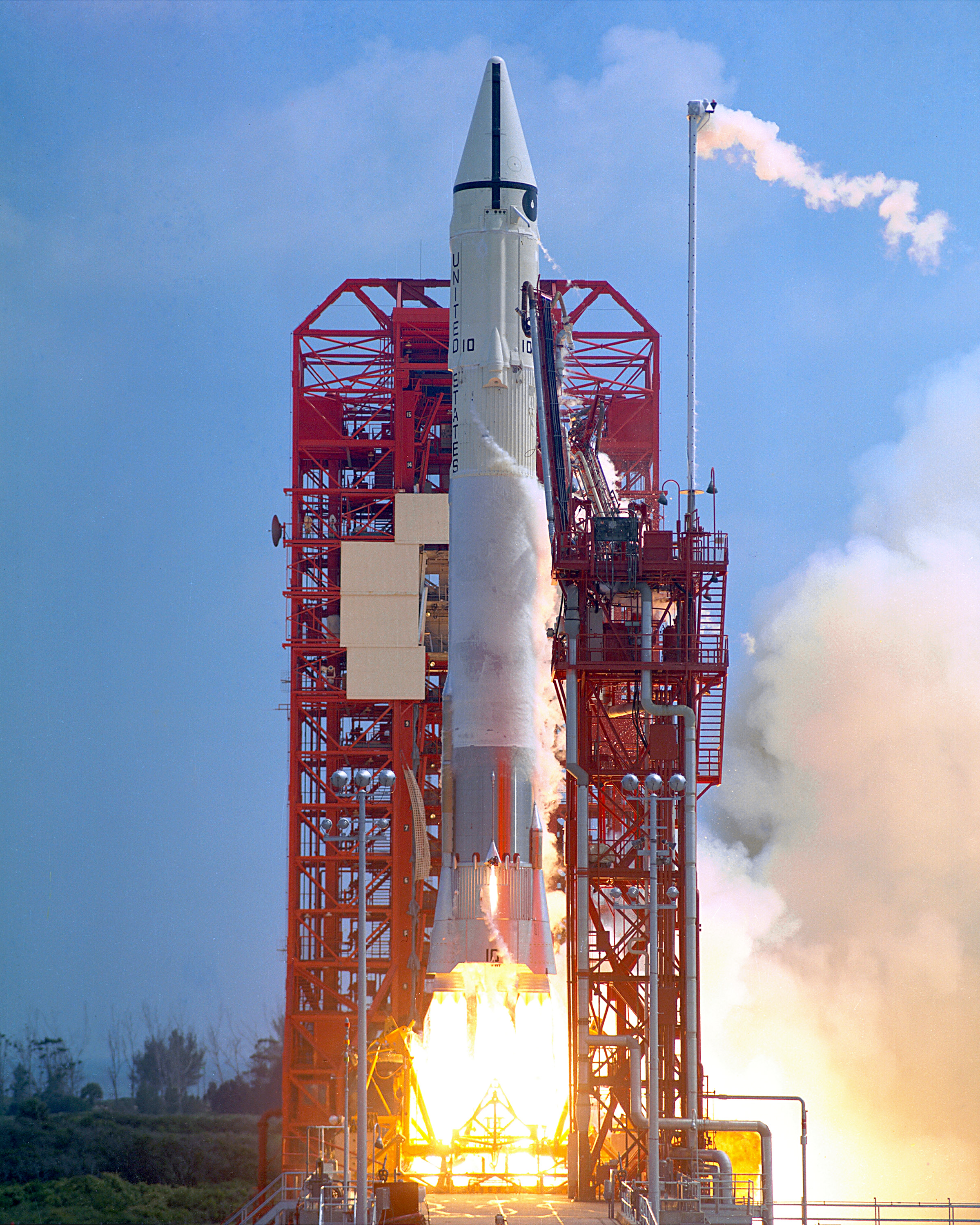
Start rakiety Atlas Centaur (LV-3C) z sondą Surveyor 1

Atlas Centaur – podrodzina amerykańskich rakiet nośnych należąca do rodziny rakiet Atlas. Tworzyły ją trzy rakiety, w nawiasach roczne daty użytkowania:
- Atlas Centaur LV-3C (1962-1967)
- Atlas Centaur SLV-3C (1967-1972)
- Atlas Centaur SLV-3D (1973-1983)

Rakiety Atlas Centaur wyniosły wiele znanych satelitów i sond kosmicznych, np. Surveyor, Mariner, Pioneer.